# Andrea Ghezzi
Andrea Ghezzi (Treviglio, 3 febbraio 2001) è un calciatore italiano, centrocampista del Renate.

## Caratteristiche tecniche
È un esterno destro molto duttile che può essere impiegato in ogni posizione della fascia destra, dal terzino all'ala e talvolta anche come mezz'ala.

## Carriera
Nato a Treviglio, ha militato nel vivaio dell'Atalanta fino al 2015 quando si è trasferito al Brescia. Qui ha percorso la trafila delle giovanili arrivando in primavera nella stagione 2019-2020 e diventandone in poco tempo un punto fisso. Il 16 giugno 2020 ha firmato il primo contratto professionistico con il club bianco-azzurro ed 11 giorni più tardi ha esordito in Serie A subentrando a Sandro Tonali all'83' dell'incontro pareggiato 2-2 contro il Genoa. Chiude la stagione con 5 presenze in Serie A; nella stagione 2020-2021 gioca invece 6 partite in Serie B ed una partita in Coppa Italia. Ad agosto del 2021 viene ceduto a titolo temporaneo alla Pro Sesto, in Serie C. Nell'estate del 2022 viene ceduto a titolo definitivo al Renate, altro club di Serie C.

## Statistiche

### Presenze e reti nei club
Statistiche aggiornate al 11 agosto  2024.
| Stagione        | Squadra         | Campionato      | Campionato | Campionato | Coppe nazionali | Coppe nazionali | Coppe nazionali | Coppe continentali | Coppe continentali | Coppe continentali | Altre coppe | Altre coppe | Altre coppe | Totale | Totale | Totale |
| Stagione        | Squadra         | Comp            | Pres       | Reti       | Comp            | Pres            | Reti            | Comp               | Pres               | Reti               | Comp        | Pres        | Reti        | Pres   | Reti   |        |
| --------------- | --------------- | --------------- | ---------- | ---------- | --------------- | --------------- | --------------- | ------------------ | ------------------ | ------------------ | ----------- | ----------- | ----------- | ------ | ------ | ------ |
| 2019-2020       | Brescia         | A               | 5          | 0          | CI              | 0               | 0               | -                  | -                  | -                  | -           | -           | -           | 5      | 0      |        |
| 2020-2021       | Brescia         | B               | 6          | 0          | CI              | 1               | 0               | -                  | -                  | -                  | -           | -           | -           | 7      | 0      |        |
| Totale Brescia  | Totale Brescia  | Totale Brescia  | 11         | 0          |                 | 1               | 0               |                    | -                  | -                  |             | -           | -           | 12     | 0      |        |
| 2021-2022       | Pro Sesto       | C               | 29+2       | 4          | CI-C            | 0               | 0               | -                  | -                  | -                  | -           | -           | -           | 31     | 4      |        |
| 2022-2023       | Renate          | C               | 27         | 3          | CI-C            | 3               | 0               | -                  | -                  | -                  | -           | -           | -           | 30     | 3      |        |
| 2023-2024       | Renate          | C               | 3          | 0          | CI-C            | 0               | 0               | -                  | -                  | -                  | -           | -           | -           | 3      | 0      |        |
| 2024-2025       | Renate          | C               | 19         | 6          | CI-C            | 1               | 0               | -                  | -                  | -                  | -           | -           | -           | 1      | 0      |        |
| Totale Renate   | Totale Renate   | Totale Renate   | 30         | 3          |                 | 4               | 0               |                    | -                  | -                  |             | -           | -           | 34     | 3      |        |
| Totale carriera | Totale carriera | Totale carriera | 70+2       | 7          |                 | 5               | 0               |                    | -                  | -                  |             | -           | -           | 77     | 7      |        |